# 双葉町 (高崎市)
双葉町（ふたばちょう）は、群馬県高崎市に存在する町である。郵便番号は370-0843。

## 地理
高崎駅の南東部に位置しており、町内から高崎駅東口まで概ね500mから2kmの距離である。
概ね住宅地であるが、南西端には沖電気工業高崎事業所が立地し、南端部にはJR貨物 高崎機関区が立地する。高崎競馬場の西端部が当町の北部にかかっている。

## 歴史
高崎市栄町・新後閑町・和田多中町・上佐野町・下和田町・下之城町の各一部から、1973年（昭和48年）に双葉町が成立。1958年（昭和33年）からは沖電気工業高崎工場が操業しており、昭和30年代に進出した工場群と住宅が混在する町が形成されている。

## 世帯数と人口
2017年（平成29年）8月31日現在の世帯数と人口は以下の通りである。
| 町丁   | 世帯数  | 人口    |
| ------ | ------- | ------- |
| 双葉町 | 883世帯 | 1,931人 |

## 小・中学校の学区
市立小・中学校に通う場合、学区は以下の通りとなる。
| 番地 | 小学校             | 中学校             |
| ---- | ------------------ | ------------------ |
| 全域 | 高崎市立佐野小学校 | 高崎市立佐野中学校 |

## 交通

### 鉄道
- JR東日本高崎線が町内を通っているが、駅はない。

### バス
- 町内に高崎市内循環バスぐるりんの「栄町」「双葉町」の3か所の停留所がある。

### 道路
- 国道17号
- 群馬県道12号前橋高崎線

## 施設
- 沖電気工業 高崎事業所 [7]
- JR貨物 高崎機関区 [8]
- 日研トータルソーシング 高崎テクノセンター [9]
- 富田屋商店 - かつてスーパーマーケット「エクセレントフード トミー」を運営